# Abcoulomb
Das Abcoulomb (abC) ist die Einheit der elektrischen Ladung im elektromagnetischen CGS-Einheitensystem (emE oder EMU).
Ein Strom von 1 Abampere (Biot) transportiert in einer Sekunde eine Ladung von 1 abC.
Das Abcoulomb ist veraltet und ist in der EU und der Schweiz keine gesetzliche Einheit. 